# Aquila Italiana
Pour les articles homonymes, voir Aquila.
Aquila Italiana était un constructeur automobile turinois en activité de 1905 à 1917.

## Historique
Dans la ville de Turin en 1905, le jeune ingénieur Giulio Cesare Cappa, à peine diplômé, avait créé un petit atelier pour la réparation et la construction de moteurs à explosion. Cette activité lui permit de faire la connaissance de Giulio Pallavicino qui, l'année précédente, avait créé une agence de vente exclusive d'automobiles fabriquée par le constructeur anglais Napier & Son. 
Après avoir été attiré par les projets très intéressants de ce jeune ingénieur, Pallavicino se proposa de financer l'étude et la construction d'un nouveau moteur, qui sera réalisé en un temps record et monté sur un châssis « Cornilleau et Saint-Beuve » de Paris. 
La nouvelle voiture, baptisée Cappa, est présentée au Salon de l'automobile de Turin en février 1906 et obtient des avis flatteurs de la part des spécialistes de la profession en raison des nombreuses nouveautés techniques d'avant-garde qui concernent le moteur monobloc, la couverture des mécanismes de distribution, l'utilisation des roulements à billes à la place des coussinets en bronze et, surtout, la commande de démarrage avec la pédale d'embrayage à l'intérieur de l'habitacle, en lieu et place de la manivelle. 
Vu le succès, Pallavicino propose à l'ingénieur Cappa de transformer son atelier de réparations en une véritable usine pour la production d'automobiles, et fondent ainsi la « Società Anonima Aquila », très rapidement rebaptisée « Società Anonima Aquila Italiana », puis « Fabbrica Italiana di Automobili G.Pallavicino di Priola & Ing. G.Cappa », à cause des recours exercés par le constructeur allemand « Adler » qui veut dire aigle en allemand (aquila en italien) et qui redoutait une confusion sur les marchés internationaux, vu la qualité des fabrications de son concurrent italien. 
Grâce à la réputation acquise avec son premier prototype et à ses relations, Pallavicino put facilement obtenir tous les financements nécessaires auprès de la banque italienne « Banca F.lli Marsaglia » pour l'achat des terrains et la construction de l'usine et de son outillage. 
Le programme de Pallavicino, prévoyait la construction de 300 automobiles par an et une gamme de produits reposant sur quatre  motorisations. Ce programme était très ambitieux et nécessita des apports en capital élevés. De plus, la grave crise financière et boursière du début de l'année 1907 eut de grosses répercussions sur le secteur. 
La nuit du 31 août 1907, Pallavicino se rend à Milan à bord de son automobile, pour rencontrer de nouveaux investisseurs, intéressés pour entrer au capital de la société. Il sera malheureusement victime d'un accident mortel sur un passage à niveau où sa voiture sera happée par un train.
C'est avec cette tragédie que se conclut la première phase de la jeune société "Aquila Italiana" qui, restée sans direction commerciale et sans financements, dès les premiers mois de 1908 sera contrainte à licencier son personnel et déposer le bilan.  
C'est en raison de l'insistance de Vincenzo Marsaglia, fils du propriétaire de la banque créditrice et talentueux pilote d'automobiles et d'avions, que la société sera rachetée par la banque et sera renommée « Anonima Aquila Italiana di L. Marsaglia » en janvier 1909, en conservant le très réputé ingénieur Cappa à son poste.  
Avec l'arrivée de nouveaux capitaux, les lignes de production furent complétées et l'usine put commencer une sérieuse fabrication en série. Les idées novatrices de l'ingénieur Cappa, les nombreuses victoires sportives de Vincenzo Marsaglia et l'excellente gestion supervisée par son père Luigi Marsaglia, permirent à la société Aquila Italiana de recueillir les fruits de ses sacrifices avec des succès commerciaux fort enviés.
L'année 1914 sera l'apogée technologique de la société, d'un point de vue sportif et productif. Mais cette embellie sera de courte durée car elle marquera le début d'un déclin injustifié. En effet, à la suite de conflits extérieurs, l'ingénieur Cappa est contraint de quitter la société et est immédiatement recruté par Fiat. Ce qui sera fatal pour l'entreprise Aquila Italiana sera son refus de convertir ses installations, même partiellement, pour participer à l'effort de guerre. 
La Première Guerre mondiale éclate en août 1914 et, pendant la période de neutralité italienne (l'Italie ne rentrera en guerre qu'en 1915), les entreprises italiennes seront submergées par les commandes de matériel militaire des États européens déjà pris dans le conflit mais aussi par le Regio Esercito, l'armée du Roi d'Italie qui préparait son intervention.
Il est donc évident que la préoccupation de l'époque n'était plus aux biens de consommation, ni aux automobiles particulières dont la demande chuta et s'arrêta dès l'entrée en guerre de l'Italie en mai 1915. 
Malgré une réaction tardive de la direction de la société pour convertir son outillage, en 1916, elle dut se résoudre à céder le contrôle de l'entreprise à la Società Piemontese Automobili - SPA, entreprise italienne en forte croissance grâce aux fournitures de camions militaires qui étaient sa vocation première. La société Aquila Italiana sera définitivement absorbée par SPA en 1917.
Au cours de son activité, la société Aquila Italiana a produit environ 1 500 automobiles, tous modèles confondus.

## Production
| Type                   | 15/20 HP  | 40/50 HP  | 25/30 HP | K-12/15 HP | H4-20/30 HP | H6-35/50 |
| ---------------------- | --------- | --------- | -------- | ---------- | ----------- | -------- |
| Cylindrée (cm3)        | 2.797     | 7.432     | 3.921    | 1.847      | 2.614       | 3.921    |
| nb de cylindres        | 4         | 4         | 6        | 4          | 4           | 6        |
| Alésage (mm)           | 90        | 130       | 80       | 70         | 80          | 80       |
| Course (mm)            | 110       | 140       | 130      | 120        | 130         | 130      |
| Régime moteur (tr/min) | 1.500     | 1.200     | 3.600    | 2.000      | 1.800       | 1.800    |
| Soupapes               | latérales | latérales | mixtes   | en tête    | en tête     | en tête  |
| Allumage               | magnéto   | magnéto   | magnéto  | magnéto    | magnéto     | magnéto  |
| Boîte de vitesses      | 4+ RM     | 4+ RM     | 4+ RM    | 4+ RM      | 4+ RM       | 4+ RM    |
| Transmission           | cardan    | cardan    | cardan   | cardan     | cardan      | cardan   |
| Empattement (mm)       | 2.500     | 2.900     | 3.055    | 2.600      | 2.850       | 3.050    |
| Voies (mm)             | 1.250     | 1.400     | 1.445    | 1.300      | 1.440       | 1.440    |
| Production             | 1909-11   | 1909-11   | 1909-12  | 1913-17    | 1912-17     | 1913-17  |